# Giải của Hiệp hội phê bình phim Los Angeles cho kịch bản hay nhất
Giải của Hiệp hội phê bình phim Los Angeles cho kịch bản hay nhất là một giải của Hiệp hội phê bình phim Los Angeles dành cho kịch bản phim được bầu chọn là hay nhất trong năm.

## Các kịch bản phim và người đoạt giải

### Thập niên 1970
| Năm  | Kịch bản phim      | Người viết                      |
| ---- | ------------------ | ------------------------------- |
| 1975 | Nashville          | Joan Tewkesbury                 |
| 1976 | Network            | Paddy Chayefsky                 |
| 1977 | Annie Hall         | Woody Allen & Marshall Brickman |
| 1978 | An Unmarried Woman | Paul Mazursky                   |
| 1979 | Kramer vs. Kramer  | Robert Benton                   |

### Thập niên 1980
| Năm  | Kịch bản phim            | Người viết                                    |
| ---- | ------------------------ | --------------------------------------------- |
| 1980 | Return of the Secaucus 7 | John Sayles                                   |
| 1981 | Atlantic City            | John Guare                                    |
| 1982 | Tootsie                  | Larry Gelbart & Murray Schisgal               |
| 1983 | Terms of Endearment      | James L. Brooks                               |
| 1984 | Amadeus                  | Peter Shaffer                                 |
| 1985 | Brazil                   | Terry Gilliam, Charles McKeown & Tom Stoppard |
| 1986 | Hannah and Her Sisters   | Woody Allen                                   |
| 1987 | Hope and Glory           | John Boorman                                  |
| 1988 | Bull Durham              | Ron Shelton                                   |
| 1989 | Drugstore Cowboy         | Gus Van Sant & Daniel Yost                    |

### Thập niên 1990
| Năm  | Kịch bản phim         | Người viết                      |
| ---- | --------------------- | ------------------------------- |
| 1990 | Reversal of Fortune   | Nicholas Kazan                  |
| 1991 | Bugsy                 | James Toback                    |
| 1992 | Unforgiven            | David Webb Peoples              |
| 1993 | The Piano             | Jane Campion                    |
| 1994 | Pulp Fiction          | Roger Avary & Quentin Tarantino |
| 1995 | Sense and Sensibility | Emma Thompson                   |
| 1996 | Fargo                 | Ethan & Joel Coen               |
| 1997 | L.A. Confidential     | Curtis Hanson & Brian Helgeland |
| 1998 | Bulworth              | Warren Beatty & Jeremy Pisker   |
| 1999 | Being John Malkovich  | Charlie Kaufman                 |

### Thập niên 2000
| Năm  | Kịch bản phim       | Người viết                             |
| ---- | ------------------- | -------------------------------------- |
| 2000 | You Can Count on Me | Kenneth Lonergan                       |
| 2001 | Memento             | Christopher Nolan                      |
| 2002 | About Schmidt       | Alexander Payne & Jim Taylor           |
| 2003 | American Splendor   | Shari Springer Berman & Robert Pulcini |
| 2004 | Sideways            | Alexander Payne & Jim Taylor           |
| 2005 | Capote              | Dan Futterman                          |
| 2006 | The Queen           | Peter Morgan                           |
| 2007 | The Savages         | Tamara Jenkins                         |
| 2008 | Happy-Go-Lucky      | Mike Leigh                             |